# Sui generis
Sui generis je latinské rčení znamenající „svého druhu“. Rčení vzniklo na půdě scholastické filosofie pro označení entit, které nemohou být podřazeny nějakému vyššímu druhu. Výraz se používá jak v běžné řeči, chceme-li zdůraznit specifický ráz nějaké věci (např. poesie sui generis), tak v právnické mluvě (např. právní subjekt sui generis).